# اردلان (فیروزه)
اردلان، روستایی از توابع بخش طاغنکوه شهرستان نیشابور در استان خراسان رضوی ایران است.

## جمعیت
این روستا در دهستان طاغنکوه شمالی قرار دارد و براساس سرشماری مرکز آمار ایران در سال ۱۳۸۵، جمعیت آن ۵۳ نفر (۱۴ خانوار) بوده‌است.